# Дискография Tracktor Bowling
Эта страница описывает дискографию московской альтернативной рок-группы «Tracktor Bowling».
Tracktor Bowling — музыкальный коллектив из России, играющий в стиле ню-метал. Образовался в 1996 году, однако первый полноценный альбом вышел только через шесть лет — в 2002. С тех пор группа выпустила пять номерных альбомов, один DVD, а также несколько синглов. Основная «изюминка» группы — преобладающий женский вокал вместе с тяжёлым гитарным звучанием, сочетающийся с философскими темами текстов песен.
Участниками коллектива Лу и Витом в 2008 году был параллельно создан музыкальный проект «Louna».

## Демозаписи

### 1997 — Alternative Invasion Vol. 1
1. Марионетка
2. Переступая грань

### 1999 — Мутация
Первый демо-альбом группы. Вокалист — Андрей «Чегевара» Мельников
1. Крыса
2. Трактор
3. Агония
4. Время жить
5. Бешеные псы
6. Бои без правил
7. Я живой
8. Марионетка
9. Переступая грань

### 2000 — Мутация 2 [000]
Демо-альбом с новой вокалисткой — Людмилой «Милой» Дёминой. Все песни из альбома войдут в первый студийный альбом группы.
1. Звезда
2. Там
3. SCTP 2k (SantaClausTroPhobia 2000)
4. 6
5. Трактор

## Студийные альбомы

### 2002 — Напролом
Первый полноценный студийный альбом группы. Презентация состоялась 12 мая 2002 года.
1. Напролом
2. Там
3. Звезда
4. SCTP 2k (SantaClausTroPhobia 2000)
5. Метро
6. Трактор
7. Она
8. Крыса
9. 6
10. Стены
11. Вода
12. Другая
13. Навсегда
14. Звезда (radio mix) (бонус-трек)

### 2005 —Черта (альбом)
Второй полноценный альбом группы и первый — с новой вокалисткой Лусинэ «Лу» Геворкян.

### 2006 — Шаги по стеклу
Третий студийный альбом группы.
1. Шаги по стеклу
2. Или любовь?
3. В каждом из нас
4. Солгу
5. Игра
6. Мы твои дети
7. Улица отчаяния
8. Вас больше нет
9. 33 (инструментал)
10. Период распада
11. Ступени
12. Не сестра
13. Попробуй на вкус мою боль
14. Opit (инструментал)
15. Обречённые
16. Твоя

### 2010 — Tracktor Bowling
Четвёртый полноценный альбом группы. Издан на двух CD

#### CD1
1. Интро
2. Ничья
3. Правда
4. Мы
5. Part 1
6. Время (album cut)
7. Ни шагу назад
8. Ради чего?
9. Part 2
10. Сердце
11. Part 3
12. Рок
13. Part 4
14. Я помню...
15. Part 5
16. Шрамы
17. Outro + Время (акустика)

#### CD2
1. Мы (bro version)
2. Мы (karaoke version)

### 2015 — Бесконечность
Пятый студийный альбом группы.
1. Смерти нет
2. Вниз или вверх
3. Натрон
4. Я жива
5. Наш 2006-й
6. Война
7. Мир, где нет меня
8. Каждый сам за себя
9. С кем я?
10. Круги руин
11. В сетях одиночества
12. Бесконечность

## Другие альбомы

### 2007 — Vol.1
Первый «живой» альбом группы.
1. Intro (Период распада)
2. SantaClausTroPhobia 2000
3. Другая
4. Умирать
5. Черта
6. Завтра
7. Снег
8. Напролом
9. Холодней
10. Игра
11. Устала
12. Вода
13. Крыса
14. Метро
15. Она (feat. Boo из Jane Air)
16. Стены
17. Трактор

### 2007 — Полгода до весны...
Акустический альбом группы. Издан на двух CD: первый диск — студийные записи, второй — записи живьём. Первый диск содержит несколько новых песен.

#### CD1
1. Outside
2. Ступени
3. В каждом из нас
4. Отпусти
5. Метро
6. Поверь мне
7. Твоя
8. Холодней
9. Поздно
10. Вода

#### CD2
1. Завтра
2. О тебе
3. Она
4. Улица отчаяния
5. Снег
6. Вас больше нет
7. Устала
8. Я здесь
9. Шаги по стеклу
10. Черта

### 2016 — 20:16
Сборник лучших песен группы, выпущенный к её 20-летнему юбилею. Все песни, кроме песен с альбома «Бесконечность», перезаписаны и пересведены.
1. Напролом
2. Шаги по стеклу
3. Натрон
4. Снег
5. Крыса
6. Мир, где нет меня
7. Ступени
8. Трактор
9. Я жива
10. Ничья
11. Время
12. SCTP2K
13. Обречённые
14. Метро
15. Черта
16. Шрамы
17. Крыса (feat. Андрей «Чегевара» Мельников) (бонус-трек)

## Синглы

### 2005 — It's Time To...
Англоязычный сингл группы, содержит три адаптированных песни с альбома «Черта».
1. Spring Inside
2. It's Time to
3. Tired

### 2008 — Время
Новая песня группы. Вошла в альбом «Tracktor Bowling» и официальный саундтрек фильма «Нирвана».
1. Время

### 2008 — Поколение Рок
Второй сингл «тракторов» в преддверии выхода нового альбома.
1. Поколение Рок
2. Поколение Рок (аудио-караоке версия)
3. Поколение Рок (видео-караоке версия)

### 2009 — Ни шагу назад
Макси-сингл группы. Интернет-релиз состоялся 24 сентября 2009 года.
1. Ни шагу назад
2. Ради чего?
3. Ничья

### 2015 — Наш 2006-й
Первый сингл группы с альбома «Бесконечность».
1. Наш 2006-й

### 2015 — Натрон
Второй сингл с альбома «Бесконечность».
1. Натрон